# OpenOffice Calc
OpenOffice Calc (ранее OpenOffice.org Calc) — табличный процессор, входящий в состав Apache OpenOffice и OpenOffice.org. С его помощью можно анализировать вводимые данные, заниматься расчётами, прогнозировать, сводить данные с разных листов и таблиц, строить диаграммы и графики.
Пошаговый ввод формул в ячейки электронных таблиц с помощью Мастера облегчает формирование сложных и вложенных формул, демонстрирует описания каждого параметра и конечный результат на любом этапе ввода.
Условное форматирование и стили ячеек позволяют упорядочить готовые данные, а сводные таблицы и графики показывают итоги работы.
Более двух десятков форматов импорта и экспорта файлов, включая функции импорта текста, позволяют оперировать практически любыми данными. Также, с помощью специального инструмента можно импортировать данные из других источников, например, баз данных; а можно создать обновляемый диапазон, чтобы импортируемые данные всегда были актуальны.
Поддерживаются и связи между разными электронными таблицами, и совместное редактирование данных (начиная с версии OpenOffice.org 3.0).
Доступны разнообразные настройки для печати готовых листов на принтере: масштаб, поля, колонтитулы. А встроенная проверка орфографии, как в текстовом редакторе, позволит улучшить качество готового отчёта.